# Simply Red Live In London
Live in London es el nombre del primer DVD en vivo de la banda británica Simply Red publicado en 1998. 
El DVD tiene actuaciones de los recitales realizaros en el legendario Lyceum Theatre en Londres, Inglaterra entre el 15 y el 22 de septiembre de 1998 como presentación de su CD Blue sacado ese mismo mes. 
La banda interpretó las mejores canciones de su nuevo CD y además hizo un recorrido por toda su historia interpretando todos los grandes éxitos de su carrera. Los conciertos llenaron el teatro de fanáticos en todas las funciones.
El Resultado fue un excelente DVD con 26 impresionantes interpretaciones en vivo. Las canciones que más se destacan en este DVD son Thill Me, Money's Too Tright (To Mention), Something Got Me Started y el impresionante cierre con Fairground.

## Canciones
El DVD contiene las siguientes canciones:
- Apertura: Sad Old Red (3:59)
- 2.Picture Book (5:34)
- 3.Mellow My Mind (4:02)
- 4.The Air That I Breathe (4:38)
- 5.It's Only Love (4:30)
- 6.Never Never Love (4:29)
- 7.Broken Man (3:29)
- 8.Ghetto Girl (3:35)
- 9.Night Nurse (3:54)
- 10.So Beautiful (4:45)
- 11.Say You Love Me (3:45)
- 12.Stars (4:08)
- 13.Come Get Me Angel (4:08)
- 14.Thrill Me (5:48)
- 15.Come To My Aid/Infidelty (medly) (8:04)
- 16.To Be Free (4:07)
- 17.The Right Thing (4:30)
- 18.I Won't Feel Bad (4:10)
- 19.Red Box (4:22)
- 20.To Be With You (3:10)
- 21.If You Don't Know Me Be Now (3:35)
- Despedida:  Money's Too Tight (To Mention) (5:48)

## Bis
- 23.Holding Back The Years (4:38)
- 24.Something Got Me Started (4:08)
- Cierre: Fairground (5:29)

- Datos: Q6128827